# Iron Man: Armored Adventures
Iron Man: Armored Adventures is een Amerikaanse animatieserie, gebaseerd op de superheld Iron Man. Het programma valt onder het netwerk van Nicktoons Network en wordt uitgezonden op Nickelodeon. In 2009 was het programma voor het eerst te zien in Amerika en in Canada was dit al in 2008, op Teletoon. De serie telt twee seizoenen en 52 afleveringen.
Het verhaal van de serie is geschreven door Christopher Yost. Vanaf half/eind juni 2011 is een Nederlandstalige versie van de serie, in het weekend, te zien om 8.25 uur op Disney XD (Nederland/Vlaanderen).

## Verhaal
De serie wijkt af van de Iron Man-strips en films in het feit dat Tony Stark in deze serie nog een tiener van 16 jaar is en op de middelbare school zit. Ook is Howard Stark in de serie nog in leven.
zijn vader Howard Stark, werd vermist na een vliegtuigongeluk, Tony, Tony en Howard Stark waren toen het ongeluk gebeurde onderweg naar de test plaats. Waar Tony Stark zijn high tech harnas wilde laten zien aan Howard Stark Tony Stark zijn vader. door het het high tech harnas overleeft Tony de crash hij leeft nu wel met een special hart wat hij moet opladen.Hij vermoedt dat Obadiah Stane achter het ongeluk zit daar Howard had geweigerd mee te werken aan Stane’s plan een nieuw wapen te ontwikkelen. Behalve Stane bevecht Tony ook andere superschurken zoals de Mandarin, Mr. Fix, Whiplash, A.I.M., Living Laser, de Maggia, Controller, Crimson Dynamo, Blizzard, Killer Shrike, Unicorn, M.O.D.O.K., Ghost, Black Knight, Fin Fang Foom en Technovore. Ook vecht hij met een goede vriendin en dochter van Stane Madame maschee zoals ze wordt genoemd als ze haar masker draagt. Zonder masker wordt ze Whitney Stane genoemd. Tony Stark wordt bijgestaan door zijn vriend James Rhodes en vriendin Pepper Pots.
Het eerste seizoen focust vooral op de Mandarin en zijn pogingen om de 5 ringen die hem zijn krachten geven te bemachtigen. Tony ontdekt in dit seizoen ook dat zijn vader nog leeft en gevangen wordt gehouden. De Mandarin ontdekt aan het einde van het seizoen dat er 10 ringen in plaats van 5 zijn.
In het tweede seizoen wordt Rodey de superheld War Machine. Tony komt oog in oog te staan met meerdere superschurken die ook geavanceerde harnassen bezitten. Deze worden aan hen geleverd door Justin Hammer, die aast op het overnemen van Stark’s bedrijf.

## Productie
Maanden voordat de serie in première ging, toonde Marvel al een voorproefje van de serie op de San Diego Comic-Con. Het publiek kreeg hierbij ook de kans om producent Josh Fine en schrijver Chris Yost vragen te stellen. De trailer van de serie werd op Marvel’s website getoond.
De titelsong van de serie is gecomponeerd en ingezongen door de rockband Rooney.
De serie zelf is grotendeels getekend met de computer, gelijk aan MTV's Spider-Man: The New Animated Series en de Nicktoons' serie Skyland.

## Rolverdeling
| Acteur              | Personage                 |
| ------------------- | ------------------------- |
| Adrian Petriw       | Tony Stark/Iron Man       |
| Daniel Bacon        | James Rhodes              |
| Anna Cummer         | Pepper Potts              |
| Mackenzie Gray      | Obadiah Stane/Iron Monger |
| Catherine Haggquist | Roberta Rhodes            |
| Vincent Tong        | Mandarin                  |